# 雅尼克·維爾德舒特
雅尼克·維爾德舒特（荷蘭語：Yanic Wildschut；1991年11月1日—）是一位荷蘭足球運動員。在場上的位置是側鋒。現時被英格蘭足球冠軍聯賽球隊諾域治外借至保頓。他也曾效力於海倫芬、米杜士堡、韋根等球隊。

## 榮譽
韋根
- 英甲冠軍：2015/16年；